# 平山秀善
平山 秀善（ひらやま ひでよし、1968年 - ）は、東京都出身の実業家。自然派女性消費者団体「ママ・エンジェルス」のチェアマン(会長)。

## 概要
秀善は東京都出身であり。
20歳まで高卒だった。編入学した明治大学経営学部を1992年卒業。1993年の慶応義塾大学大学院経営管理研究科(慶應ビジネススクール)の在学中に小沢一郎率いる新生党(1993年6月23日-1994年12月9日)で「新生党学生塾」を創設し、その代表となった。翌1994年に新進党学生部へと改組。1994年慶応大学大学院経営管理研究科を修了し、MBA取得

### 卒業後
大叔父である川島正次郎(1890-1970年)の選挙地盤が20年前にあった千葉県我孫子市選挙区から千葉県議会議員選挙へ1995年と1999年（無所属）で立候補したが、両方とも落選している。1996年に28歳から医療系コンサルティング会社(WELCOACH)を起業し、2000年に「省エネルギー器販売を行う会株式会社」のエポックインターナショナルを起業した。それらの代表取締役を務めた。
2006年に「ノーネス」を創業しネットテレビ局・コンテンツ企画制作・配信、広告代理業・人材派遣業・エネルギー関連事業を行う同社代表執行役兼CEOを務めた。
平山は2013年7月に特定労働者派遣事業の届出をし、テレビ局への人材派遣事業を行っていだ。しかし、「関係派遣先派遣割合報告書」を提出しない事業主に対して実施していたため、厚生労働省によって2017年2月に事業廃止を命じられた。
2017年7月に「真実であるが世界にとって過激な意見を発信」することがノーネスチャンネルの使命であると主張し出した。
大叔父である川島正次郎が設立した自民党派閥である川島派「交友クラブ(解散済み)」と同じ名を冠した任意団体を2018年以後に設立した。この任意団体の「会長」に就任したが、自民党派閥「交友クラブ(自民党川島派)」とは全くの別団体である。本家の「交友クラブ」は1970年11月に川島が死去した時に椎名悦三郎が2代目として引き継いだが、1979年9月に椎名が死去した後は田中派・鈴木派・福田派・中川派の各派に分散吸収されて消滅済みである。椎名の次男である椎名素夫によると、「椎名派の後継者になろうと派内で活発に動いた人物」がおり、この人物が派閥領袖になったら困ると考えた「椎名派所属議員の多数派」が他派閥に移動したことで椎名派が消滅したと明かしている。

### ママ・エンジェルス設立
2019年3月に設立された自然派ママ達による消費者集団「ママ・エンジェルス」のチェアマン(会長)として、定期的にzoom講演会などを行う「ヒデラボ」を開催している。同組織は日本全国に支部があり、登録者数 4034名 チーム数 351チーム (2025年2月15日時点)。
2020年に一般財団法人ママエンジェルス(代表理事:清水美幸)が設立され、消費者団体ママエンジェルスを支援している。

## 親族
大叔父(親の兄弟)に川島正次郎(1890年-1970年)（自民党副総裁、専修大学総長、千葉工業大学理事長）。
父親の平山善司は千葉県我孫子市に本部を置き、中央学院大学(1966年設置)を中心とした学校法人中央学院の理事長である。